# 小行星8714
小行星8714（英語：8714）是一颗围绕太阳公转的小行星。1995年7月24日，清水義定、浦田武在那智胜浦町发现了此天体。
这颗小行星的绝对星等为268.63017等。